# Bowmboï
Rokia Traoré 2003-as, eddigi legsikeresebb albuma.
A korábbi albumaihoz hasonlóan énekét itt is akusztikus gitár, n'goni (afrikai lant), hárfa és a balafon (egyfajta marimba) kíséri - két dalban ("Manian" és "Bowmboi") a Kronos Quartet vonósnégyes működik közre. Az album dalai a korábbiakhoz képest nyersebbek és sötétebb hangulatúak.
A világ legrangosabb világzenei díjával, a BBC World Music Award-dal tüntették ki.

## Az album számai
1. M'Bifo	 - 6:14
2. Sara - 5:53
3. Kote Don - 5:39
4. Mariama - 5:35
5. Manian - 6:02
6. Deli - 5:59
7. Nienafing - 3:36
8. Kele Mandi - 4:09
9. Kanou - 6:52
10. Bowmboi - 9:56